# 聚奎楼
聚奎楼，又名银青东庄，位于中国福建省南安市金淘镇朵桥村，清康熙中晚期建。方形三合土楼，坐西朝东，内通廊式，每层20间。第一、二层墙厚2—2.4米，以花岗岩叠砌；第三层墙厚0.4米，用三合土夯筑。大门券顶用辉绿岩砌造，石门匾上刻“银青东庄”四字。两旁并列建有红砖硬山顶四合院加左右护厝的传统民居数座。2005年5月11日公布为第六批福建省文物保护单位。